# Arthur Schnitzler
Arthur Schnitzler (Beč, 15. svibnja 1862. – Beč, 21. listopada 1931.), austrijski književnik židovskog podrijetla. 
Dramska i pripovjedačka djela toga liječnika i psihologa puna su rezignacije, sutonskih ugođaja, fatalne erotike i melankolije. Prva dramska djela su mu "Anatol" i "Ljubakanje", a u noveli "Gospođica Else" razvio je novu tehniku epskog monologa. Odbacivan od suvremenika zbog delikatnoga naturalizma, pritisnut teškim trenucima privatnoga života, Schnitzler završava život u gorčini i očaju.